# RK Vodice
Rukometni klub Vodice (RK Vodice; Vodice) je muški rukometni klub iz Vodica, Šibensko-kninska županija. U sezoni 2024./25. klub nastupa u 1. HRL – Jug.

## O klubu
Rukomet se u Vodicama igrao od sredine 1950.-ih, orvo u sklopu DTO "Partizan". Današnji klub se osniva početkom 1961. godine u okviru Sportskog društva radničke omladine (SDRO) "Radnik", te nosi naziv "Radnik". Tih gudina u Vodicama djeluju i rukometne momčadi "Poleta" i "Hajduka". 1967. godine klub se preimenuje u "Vodice", a od 1972. godine klub nosi ime "Olimpija". Do raspada SFRJ, klub većnom igra u Dalmatinskoj ligi, odnosno Hrvatskoj regionalnoj ligi – Jug. 
Osamostaljenjem Hrvatske, klub do sezone 2000./01. igra u 2. HRL – Jug, a 2001./02. igra u 3. HRL – Jug. Seniorska ekipa se privremeno gasi u sezoni 2002./03., te klub djeluje s mlađim selekcijama, te se ponovvno uključuje u 3. HRL – Jug u sezoni 2005./06. "Olimpija" je osvaja 3. HRL – Jug u sezoni 2009./10., te se vraća u 2. HRL – Jug. gdje igra jednu sezonu, te potom opet 3. HRL – Jug do sezone 2013./14., te se vraća u 2. HRL – Jug koju osvaja u sezoni 2016./17. i ulazi u  
1. HRL – Jug. 
 
2017. godine također klub vraća naziv "Vodice".
Pri klubu klubu je djelovala i ženska ekipa.

## Uspjesi
2. HRL – Jug
- prvak: 2016./17., 2023./24.

3. HRL – Jug
- prvak: 2009./10., 2013./14.

Dalmatinska liga / Hrvatska regionalna liga – Jug
- prvak: 1974./75.

Rukometna liga Općine Šibenik
- prvak: 1962./63., 1966./67.

## Unutrašnje poveznice
- Vodice

## Vanjske poveznice
- Rukometni klub Vodice, facebook stranica
- furkisport.hr/hrs, RK Vodice, natjecanja
- furkisport.hr/hrs, RK Vodice, natjecanja (2010. – 2018.)